# گریت وال ولیکس سی۵۰
ولیکس سی۵۰ خودروی کامپکت شهری است که از سال ۲۰۱۲ تا ۲۰۱۶ توسط شرکت چینی گریت وال موتورز تولید شد.

## بررسی اجمالی

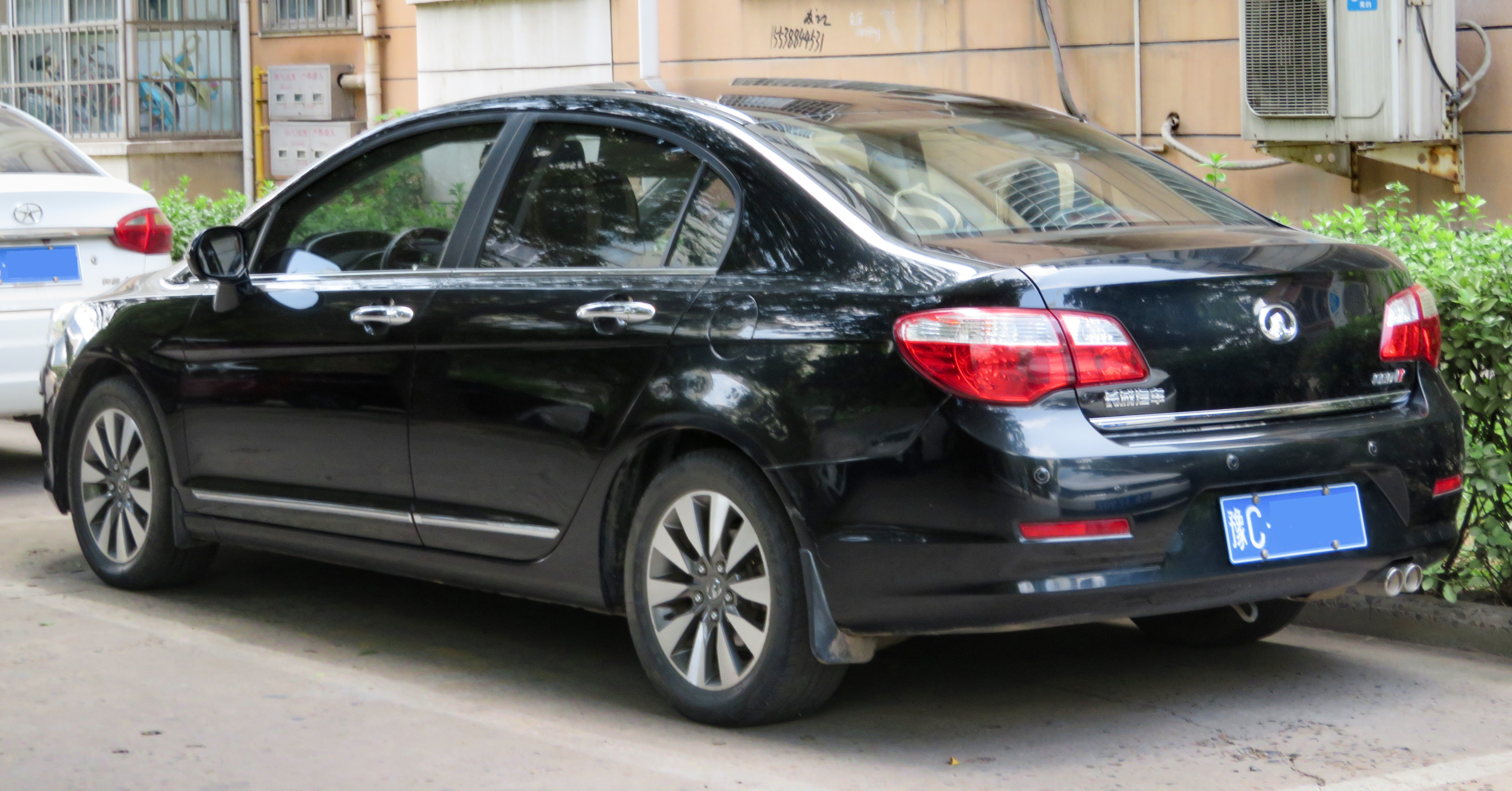
نمای عقب

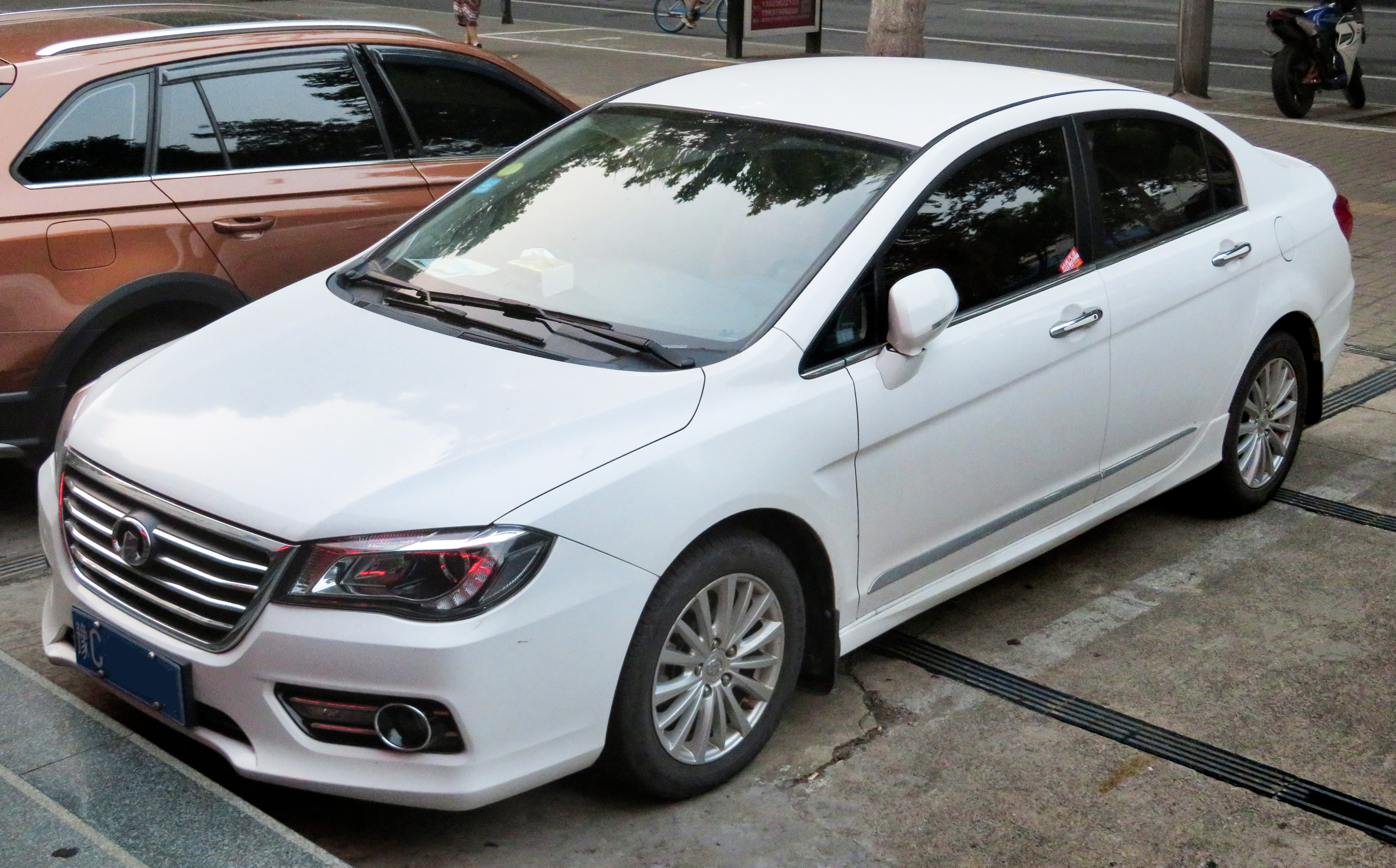
نمای جلو

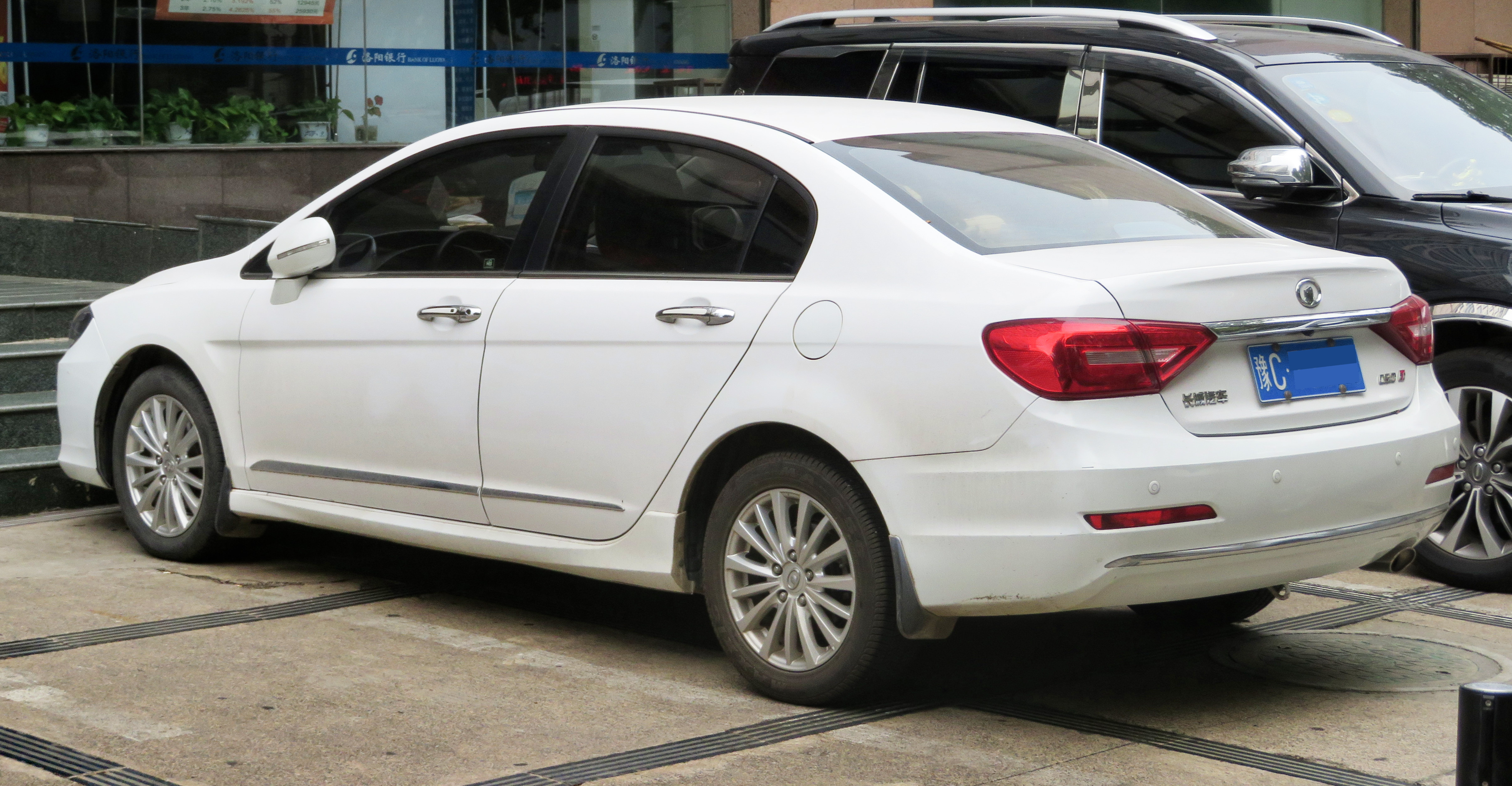
نسخه فیس لیفت

این خودرو در نمایشگاه بین‌المللی گوانگژو ۲۰۱۱ معرفی و به بازار عرضه شد. نمای جانبی این خودرو بسیار شبیه به نسل هشتم سدان هوندا سیویک شبیه است.

## امکانات
این خودرو از یک موتور ۱٫۵ لیتری توربوشارژ بنزینی بهره می‌برد و حداکثر ۹۸ کیلووات (۱۳۱ اسب بخار) در ۵۶۰۰ دور در دقیقه، با حداکثر گشتاور ۱۸۸ نیوتن متر (۱۹ متر کیلوگرم-نیرو؛ ۱۳۹ پوند نیرو-فوت) بین ۲۰۰۰ و ۴۵۰۰ دور در دقیقه قدرت تولید می‌کند. این اولین موتور توربوشارژ گریت وال است. مصرف سوخت ترکیبی ولیکس سی۵۰، ۶٫۹ لیتر بر ۱۰۰ کیلومتر (۴۱ مایل بر گالون بریتانیایی؛ ۳۴ مایل بر گالون آمریکایی) و حداکثر سرعت آن ۱۸۵ کیلومتر بر ساعت (۱۱۵ مایل بر ساعت) است. این خودرو با استاندارد آلایندگی اروپا یورو IV مطابقت دارد.
ولیکس سی۵۰ مجهز به کیسه‌های هوا استاندارد جلو، ABS، EBD، ESP، کامپیوتر مسافرتی، سانروف برقی، صندلی‌های چرمی، کیسه‌های هوا جانبی و پرده ای، سنسورهای کروز کنترل یا پارک عقب مجهز است.

## ایمنی
در دسامبر ۲۰۱۲ این خودرو، از طرف مؤسسه ایمنی کشور چین، پنج ستاره ایمنی گرفت. در مجموع ۵۲٫۵ امتیاز کسب کرد.